# Плещеев, Михаил Львович
Михаи́л Льво́вич Плеще́ев (1617 — 24 октября 1683, Москва) — воевода, боярин, стольник царя Алексея Михайловича, сын Льва Афанасьевича Плещеева.

## Биография
В 1647 году он был рындой при приёме крымских послов, а в 1648 году — рындой при приёме голландского посла. Находился в «походе» с царём на богомолье к Троице.
В 1649 году, при приёме голландского посла, опять назначен рындой и должен был стоять в «белом платье» по левую сторону царя, а князь Василий Хилков по правую сторону. Вследствие этого он местничался с князем Хилковым. Уговоры дьяка от имени царя не подействовали на Плещеева, и он ответил: «Хотя смерть свою видеть, и ему в белое платье не одеватца, менши князя Василия Хилкова не быть». После такого ответа Плещеев был отведён в Разрядный приказ и отдан за караул стрельцам.
В 1651 году он сопровождал царя в село Покровское. В 1652 году царь разобрал дело о местничестве князя Данилы Мышецкого с Михаилом Плещеевым и за бесчестье велел князя Мышецкого послать в тюрьму.
В 1654—1655 годах, в походе против польского короля Яна Казимира, был в числе есаулов в государевом полку. В 1655 году Плещееву поручено отпустить из Смоленска хлебные запасы, но он не исполнил этого дела и наклеветал на боярина князя Ивана Никитича Хованского, якобы он препятствовал ему с отправкой хлеба. Плещеев был присуждён к наказанию кнутом, ссылке в Сибирь и лишению поместий и вотчин, но для торжественного праздника Рождества Христова вместо битья царь Алексей Михайлович приказал «написать Плещеева по Московскому списку вечным клятвопреступником и ябедником и бездушником, и клеветником». Несмотря на такой суровый приговор, Плещеев и в 1656 году продолжал быть есаулом в государевом полку, а затем назначен головой в 7-ю жилецкую сотню.
В 1658 году был приставом у кизильбашского посла, при приёме его царём, и участвовал во встрече грузинского царевича Теймураза, во главе своей 7-й жилецкой сотни. В 1658 и 1660 годах он был одним из стольников, ставивших кушанья перед царём на обедах в Грановитой палате по случаю приёма грузинского царевича Теймураза и отпуска грузинского царевича Николая Давидовича.
11 января 1662 года Плещеев отправляется в Каширу и в Коломну собирать ратных людей, которые бежали из полка князя Григория Семёновича Куракина, а 19 февраля, после встречи шведских послов под Москвой, за Земляным валом, он ехал перед послами во главе своей сотни. В 1644 году, при приёме английского посла, также был одним из стольников, ставивших кушанья перед царём на обеде в Грановитой палате.
В 1668 году в Поместном Приказе разбиралось дело по тяжбе московского дворянина Силы Семёновича Потемки о насильственном завладении им вотчиной в Веневском уезде: Потёмкин жаловался царю Алексею Михайловичу, что дело решено неправильно, причем обзывал Плещеева «злым разорителем, подговорщиком и составщиком», надеющимся на своё богатство и на дружбу с начальником Поместного Приказа думным дьяком Григорием Карауловым. Государь приказал перенести дело во Владимирский Судный Приказ, и там, по приговору начальника этого приказа, Никиты Ивановича Шереметева, приговор был вынесен в пользу Потёмкина.
В 1671 году он — воевода в Саранске, а в 1672 году был назначен воеводой в Симбирск, но затем назначение по неизвестным причинам отменили.
В 1675 году, при торжественной встрече кизильбашских послов, Плещеев присутствует в числе стольников выборной сотни во всём наряде, то есть лошадь его была с «гремячими чепми и с поводными», в этой встрече участвовали наряду с дворовыми других служилых людей и дворовые Плещеева. В том же году, 11 июня, во время большого пожара в Китае-городе сгорел двор Плещеева, а менее чем через месяц после этого был отправлен из Поместного приказа межевщик князь Григорий Семёнович Шаховской, межевать по челобитью стольников князя Юрия Пожарского и Шеховской «бил челом» о бесчестье на Плещеева, что он его «хотел убить на земли с людьми своими, и бесчестил всяким бесчестьем, и Великого Государя указу силен чинился, и межевать земли не дал и говорил, что ты де межуешь для времени стольника князь Ивана Борисовича Троекурова ему князь Юрью Пожарскому». Вследствие этого князь Троекуров тоже «бил челом» на Плещеева о бесчестье, и царь Алексей Михайлович велел привезти дело к себе на Воробьёву гору. Неделю спустя, на выходе, когда царь шёл из Архангельского собора, два брата, князья Хованские, «били челом» на Плещеева в «земляном вотчинном деле», вероятно, от них было неправильно отмежевано в пользу Плещеева.
В царствование Фёдора Алексеевича, в 1676 году Плещеев был товарищем воеводы в Путивле, князя Василия Васильевича Голицына, и был отпущен в Москву, а ратные люди его полка распущены по домам.
В 1677 году он воевода в Казани. Плещеев усердно занялся распашкой земель в государевых и дворцовых селах.
24 июня 1682 года, в день венчания на царство царей Ивана V и Петра I, Плещеев был пожалован из стольников прямо в бояре, минуя чин окольничего. В том же году, 14 августа, накануне Успения, вместе с сибирским царевичем Григорием Алексеевичем он провожал иконы из Благовещенского в Успенский собор, куда заранее сносили иконы из разных церквей и монастырей к «действу нового лета». В 1682—1683 годах он был первым судьёй в Приказе большой казны. Одно из его важных распоряжений за это время — объявление воеводам всех городов об отмене «торгов» в воскресные дни.
Скончался Михаил Плещеев 24 октября 1683 года в Москве. Похороны прошли в Церкви Николая Чудотворца «в Гнездниках» (разрушена в 1930-е годы).